# アジアのチャイナタウン
アジアのチャイナタウン（Chinatowns in Asia）では、アジアの中華街（チャイナタウン）について記述する。
ただし、以下の地域についてはそれぞれ別記事を参照。
- 中東のチャイナタウンについては中東のチャイナタウンを参照。
- ロシアのチャイナタウンについてはヨーロッパのチャイナタウン#ロシア連邦を参照。

これら以外の地域で、中国系住民が集まって住む街には国別に次のようなものがある。

## 東アジア

### 日本
日本国内の、中国人移民は華僑と呼ばれている。
日本及びアジア最大の中華街は横浜市内に設置されている（参照：横浜中華街、浜町）。神戸市は中華街として成長している（南京町）。長崎市の中華街は1698年に開設された（長崎新地中華街）。

### 大韓民国

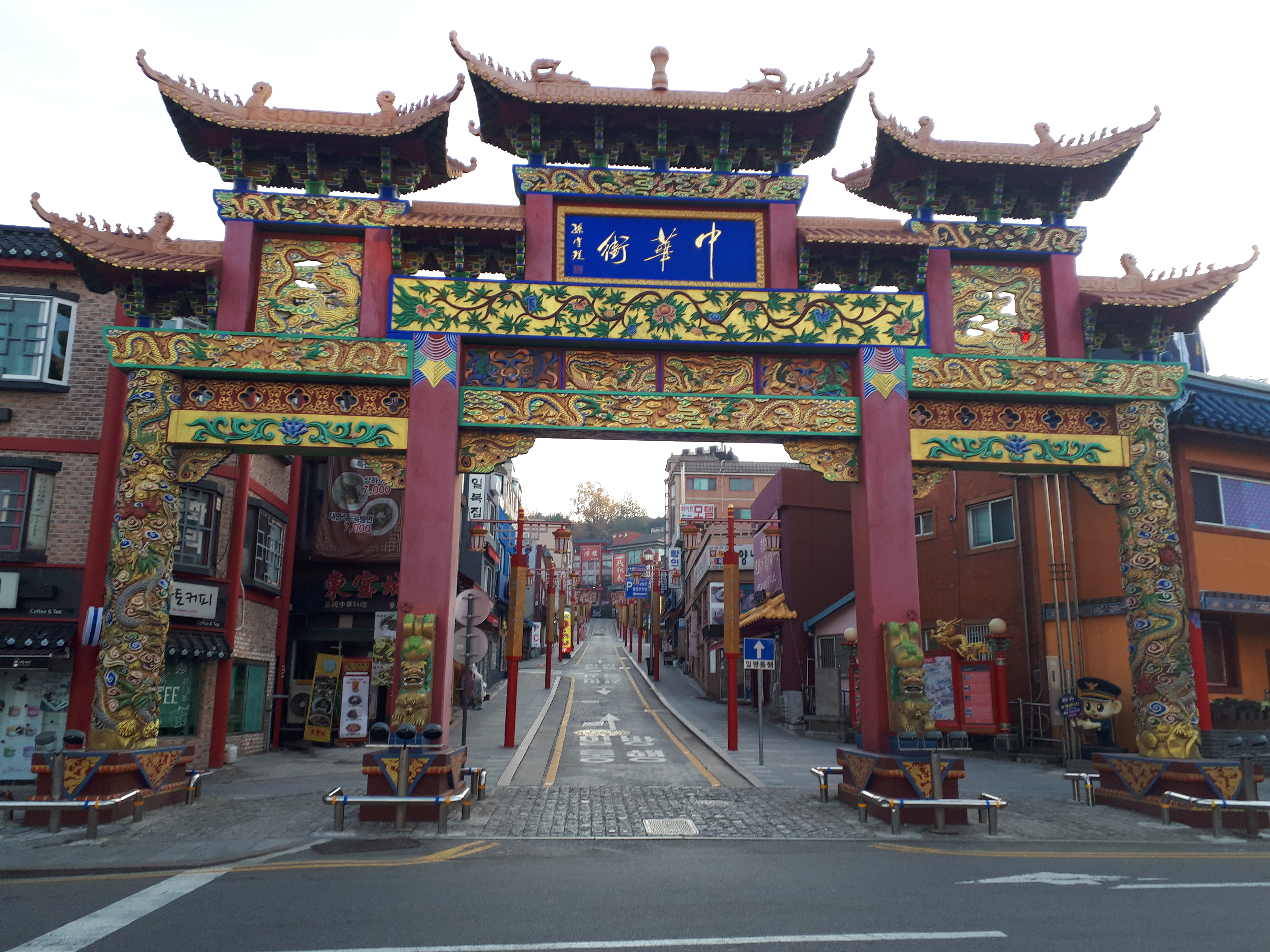
仁川チャイナタウン

戦前には多くの華人が居住していたが朝鮮排華事件で襲撃され放火されるなどした。また朝鮮戦争後も李承晩及び朴正煕政権の元で韓民族優遇を打ち出され、華人に対する大幅な経済活動規制、外貨両替や土地取得の制限などが行われた。そのため、多くの華人が台湾やアメリカ、日本など他国に移住する結果となり、中華街は縮小した。
1992年の中韓国交樹立後は、黄海を挟んで対岸にある山東省の中国人や東北出身の朝鮮系中国人（中国朝鮮族）が出稼ぎ労働者や留学生として移住が加速した。中国朝鮮族が移住した街では「朝鮮族タウン」が形成され、中国料理などが提供されている。
現在は仁川広域市に大韓民国最大の中華街（仁川チャイナタウン）がある。
またソウル特別市、釜山広域市に小規模ながら中華街が形成されている。

## 東南アジア

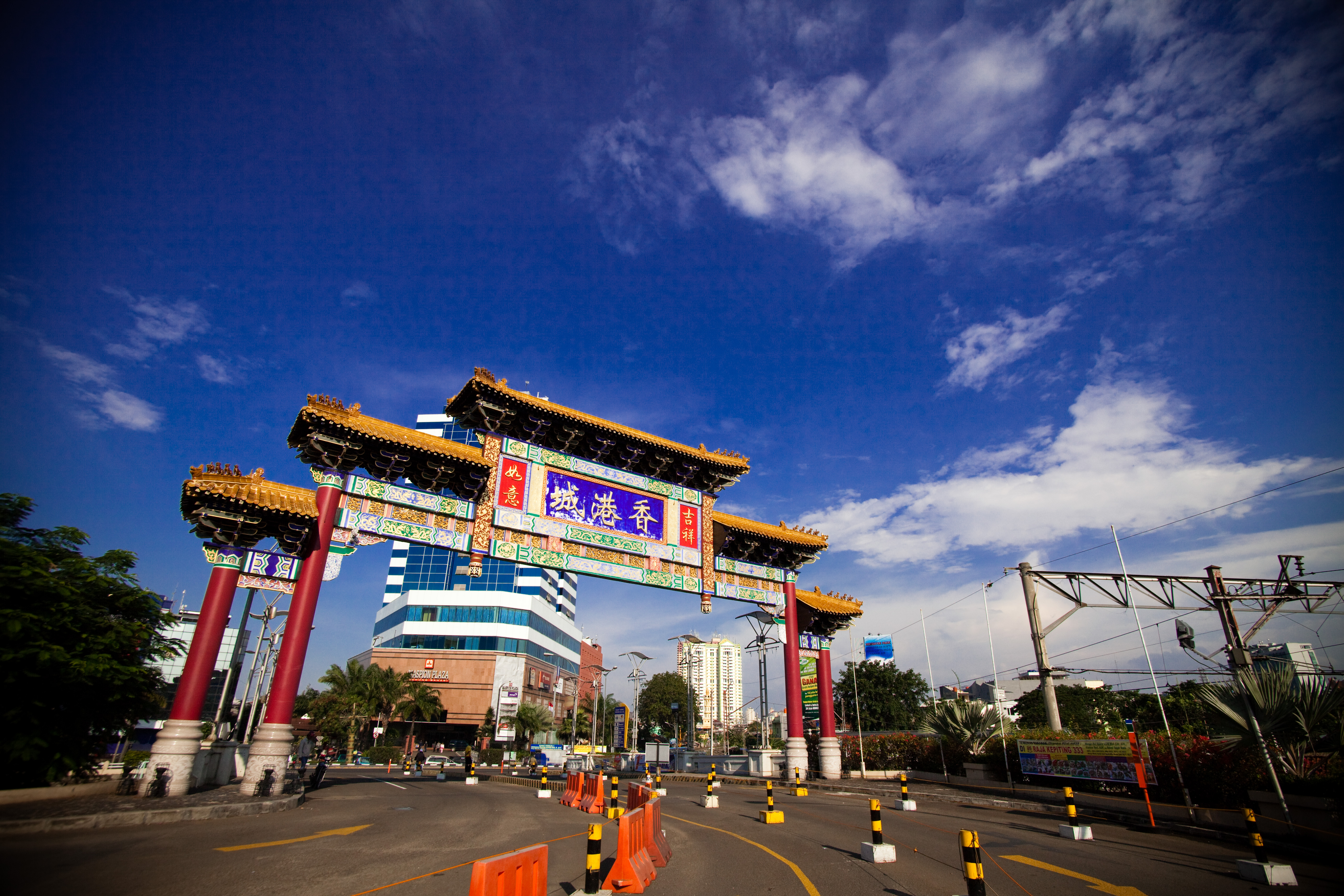
ジャカルタの中華街

### インドネシア共和国
- ジャカルタのコタ地区にある中華街は世界屈指の規模を誇る。

### カンボジア王国
プノンペン、Street 136 にある。
カンボジアへの中国民族の往来は1400年代に始まる。近年、多くの本土移民が移住した。

### シンガポール共和国
主要記事：チャイナタウン (シンガポール)
シンガポールは人口の約8割が華人であり、国全体がチャイナタウンとも言えるが、特に中心部のニュー・ブリッジ・ロード、サウス・ブリッジ・ロード周辺が伝統的にチャイナタウンと呼ばれる。かつては中華料理の屋台が軒を連ねていたが、シンガポールは都市国家であるため都市計画上の都合からそれらはひとつの建物のなかに纏められ、チャイナタウン・コンプレックスという巨大飲食店街になっている。

### タイ王国
タイの華人は総人口の約10%にのぼると言われ、特に首都バンコクでは人口の約半数が何らかの形で華人の血を受け継いでいるとされる。タイ最大のチャイナタウンはバンコクのヤワラー通りである。フワランポーン駅の西側、ヤワラー通りに沿って金行、中華料理店、露店などが並んでいる。

### フィリピン共和国
マニラの中華街はパッシグ川北岸のビノンド地区である。1600年頃に形成された長い歴史を持つ街である。明国では東都(トンド)と呼ばれていた。川の対岸にはスペイン帝国がアジアの拠点として建設した城郭都市｢イントラムロス｣があった。

### ベトナム社会主義共和国
チョロン地区(ホーチミン市)

### マレーシア

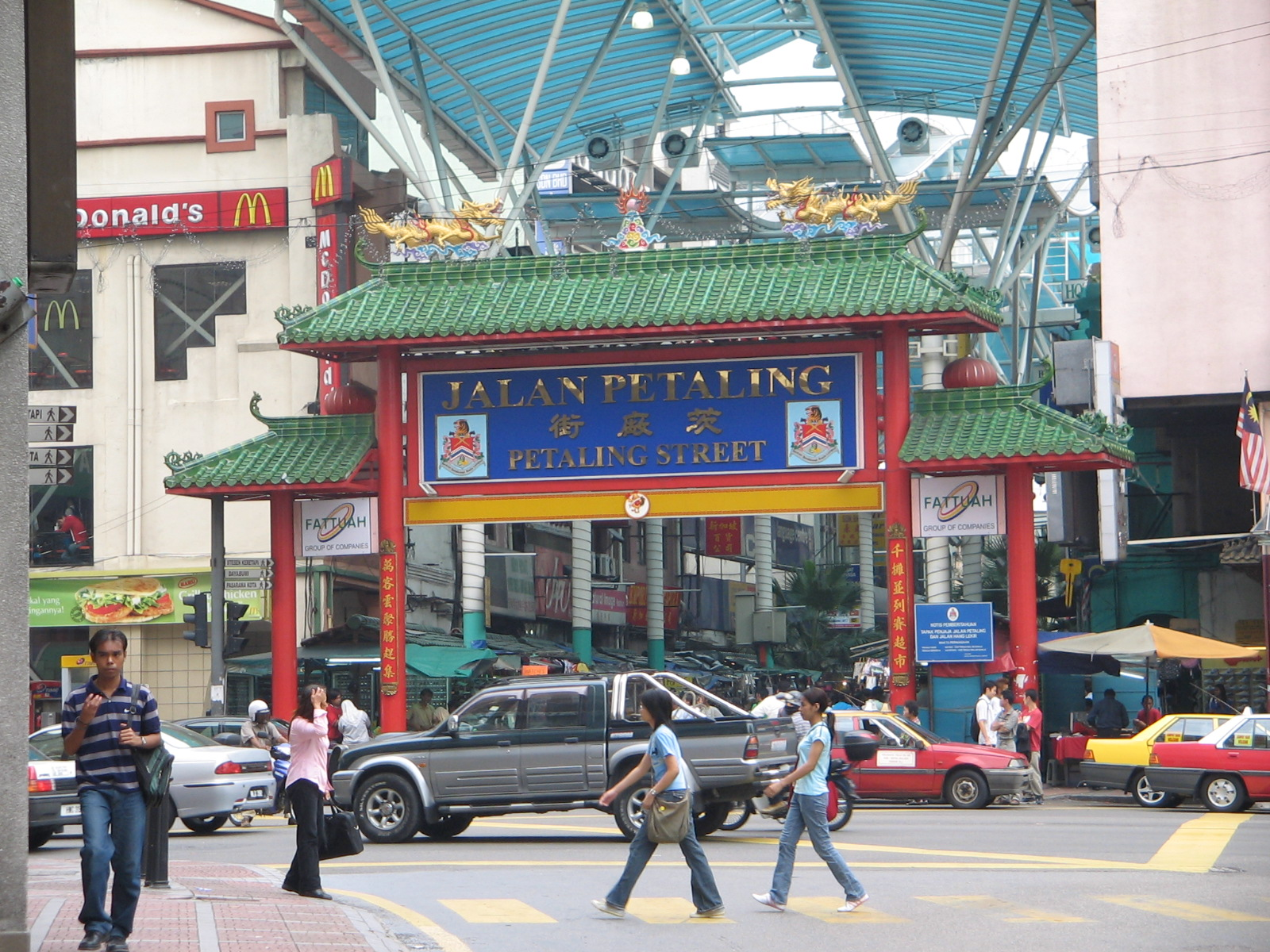
クアラルンプール、Jalan Petaling（地元広東語：chi cheong kai）

中華街（Chinatown）の名称はマレー語でも使用されている。
クアラルンプール
クアラルンプールの中華街は、1800年代に中国人移民によって開設された。プタリン通り （Jalan Petaling、または Petaling Street）は、主として広東系の中華街の中心としての役目を果たしている。
ペナン
ペナン州の都市内の中華街の人口は、主に福建系華人である。
マラッカ
マラッカに中華街がある。

### ミャンマー連邦
ミャンマー連邦の中華街はヤンゴン市内にある。多くの中国人は中国本土から移住してきた。

### ラオス人民民主共和国
ヴィエンチャン市はSamsenthai Road 沿いに中華街が置かれている。

## 南アジア

### インド
コルカタにチャイナタウンがある。